# Хаутаваара (остановочный пункт)
Ха́утаваа́ра (фин. Hautavaara) — остановочная платформа и бывшая железнодорожная станция на 425,6 км перегона Веркко — Застава линии Суоярви — Томицы — Петрозаводск. Территориально расположена в Вешкельском сельском поселении Суоярвского района Республики Карелия. Наименование получила по расположенной в трёх километрах одноимённой деревне. Станция была открыта в 1940 году. Имела два боковых пути. В конце 1990-х годов путевое развитие станции было ликвидировано, после чего было разобрано пассажирское здание, в котором находились пост ЭЦ и зал ожидания.
С 2014 года пассажирские поезда проходят платформу без остановки. Несмотря на это, в середине 2010-х годов был установлен новый пассажирский павильон, а также информационные таблички с названием остановочного пункта.

## История
Строительство линии Суоярви — Петрозаводск протяженностью почти в 130 километров было начато в марте 1939 года в связи с началом Зимней войны. Участок был построен советскими строителями всего за 3,5 месяца, и уже в марте 1940 года на линии было открыто движение. С 1941 по 1944 Финляндия по новой захватила Олонецкий перешеек, в результате чего все станции и остановочные пункты линии получили финские наименования.

## Что означает название?
В переводе с финского языка Hautavaara означает Могильная гора.

## Галерея
- Вид в сторону ст. Застава.
- Вид в сторону Веркко.
- Развалины пассажирского здания.
- Дом возле остановочного пункта.